# Marcos Júnior
Marcos Júnior (sinh ngày 19 tháng 1 năm 1993) là một cầu thủ bóng đá người Brasil.

## Sự nghiệp câu lạc bộ
Marcos Júnior hiện đang chơi cho Yokohama F. Marinos.